# آستانه (فیلم ۱۹۸۶)
آستانه (به هندی: Dahleez) فیلمی محصول سال ۱۹۸۶ و به کارگردانی راوی چوپرا است. در این فیلم بازیگرانی همچون میناکشی سشادری، جکی شروف، راج بابار، اسمیتا پاتیل، آریونا ایرانی، زارینا وهاب ایفای نقش کرده‌اند.